# Data management platform
Data management platform (DMP) – platforma do zarządzania danymi w celach marketingowych oraz przystosowanych do wykorzystania ich w systemie real-time bidding przy użyciu platform zakupowych (DSP, ang. demand-side platform) oraz platform sprzedażowych (SSP, ang. supply-side platform). W efekcie otrzymywana jest centralna kontrola nad procesami przetwarzania i analizy danych oraz realizacji kampanii reklamowych, umożliwiając optymalizację działań marketingowych ukierunkowanych na dotarcie do większej liczby pożądanych klientów. Reklamodawcy mogą wykorzystać dane z DMP do ukierunkowania reklamy do danego odbiorcy (target reklamowy).

## Rodzaje danych
Dane przetwarzane w DMP dzieli się ze względu na źródło pochodzenia. Najczęściej wyróżnia się:
- 1st party data – dane pozyskane z własnych źródeł, np. strony internetowej, sklepu internetowego lub systemu CRM
- 2nd party data – dane pozyskane bezpośrednio od partnerów, np. agencji reklamowej lub wydawcy
- 3rd party data – dane pozyskane od zewnętrznych dostawców

## Wartość rynku danych
W 2017 roku wartość globalnego rynku danych wyniosła 13,5 miliarda dolarów, do końca 2018 roku ma ona wynieść już 18,2 miliarda dolarów. Polski rynek danych na koniec 2018 roku ma być wart ponad 30 mln dolarów, czyli o ponad 21 mln dolarów więcej niż w 2017 roku. Rynek danych jest silnie związany z reklamą internetową w modelu programatycznym, który umożliwia precyzyjne targetowanie. Zastosowanie danych z platform DMP umożliwia dotarcie do właściwej grupy docelowej, co jest kluczowe dla efektywności kampanii reklamowych w Internecie.